# NGC 4222
NGC 4222是一个位于后发座的螺旋星系，距离地球6000万光年，1784年4月8日由威廉·赫歇爾发现。NGC 4222属室女座星系團，是NGC 4216的伴星系，两者相距180,000 ly（56 kpc），但并不是交互作用星系。